# تنهایی (ترانه)
«تنهایی» (به انگلیسی: solitude) آهنگی از گروه دوم متال سوئدی کندلمس است. این آهنگ در ژوئن سال ۱۹۸۶ میلادی به عنوان ترک آغازگر آلبوم استودیویی اپیکوس دومیکوس متالیکوس منتشر شد. «تنهایی» یکی از عوامل شهرت و شناسهٔ گروه کندلمس و همچنین یکی از آهنگ‌های لیست اجرای زندهٔ آنها، از زمان انتشار آن تا به امروز بوده‌است.

## ترکیب و شعر
«تنهایی» را لیف ادلینگ (بیس نواز و ترانه‌سرای اولیهٔ کندل‌مس) در سال ۱۹۸۵ با همکاری سایر اعضای گروه نوشت. کلس برگوال تکنوازی گیتار آن (به همراه سایر قطعات آلبوم) را به عنوان عضو دوره‌ای و استخدامی بر عهده گرفت. ترانه از دیدگاه فردی نوشته شده‌است که از افسردگی و تحمل انتظار برای مرگ رنج می‌برد.

## اجراهای زنده
این آهنگ پایهٔ ثابت و اصلی اجراهای زندهٔ گروه کندلمس است و در سال‌های اخیر به عنوان آخرین قطعهٔ اجراها از آن استفاده شده‌است.

## اعضا
- Johan Längqvist – خواننده
- Klas Bergwall – گیتار
- Mats Björkman – ریتم گیتار
- Leif Edling – باس
- Mats Ekström – درام

## پاورقی(ها)
1. ↑  نام آلبوم متشکل از سه کلمهٔ اپیک (به انگلیسی: epic) به معنی حماسی، دومیک (به انگلیسی: Doomic) که در زبان عامه معنی دست کم گرفته شده را می‌دهد (یا شاید با ابهام اشاره به سبک دوم متال دارد) و متالیک (به انگلیسی: metallic) تشکیل شده‌است که با پسوند یونایی "-اوس" همراه شده‌اند. ترجمهٔ روان نام آلبوم به فارسی معنی "متال دست کم گرفته شدهٔ حماسی" یا "دوم متال حماسی" را می‌دهد.